# Нік Манкузо
Нік Манкузо (англ. Nick Mancuso; 29 травня 1948) — канадський актор.

## Біографія
Нік Манкузо народився 29 травня 1948 року у Маммолі, Італія. У 1956 році сім'я емігрувала до Канади. Виявляв інтерес до акторства ще під час навчання в середній школі, виступав у шкільних виставах. Навчався в Університеті Торонто за фахом психологія. Працював за фахом, але в 1970 році пройшов прослуховування в Експериментальний театр. Пізніше організував власну трупу «Teatru Streetcarru», яка грала вистави для італійської громади. У фільмах почав з'являтися з середини 1970-х років. За роль у фільмі «Квиток на небеса» (1981) здобув престижну нагороду «Genie».

## Особисте життя
Перший Манкузо одружився у 1981 році на Патриції Пелам, вони розлучилися в 1983 році. Другою дружиною була актриса Барбара Вільямс. У 1998 році дружиною Манкузо стала актрис Надя Капоне, з якою він розлучився в 2006 році, у нх народилася одна дитини.

## Вибіркова фільмографія
| Рік  |    | Українська назва            | Оригінальна назва             | Роль                 |
| ---- | -- | --------------------------- | ----------------------------- | -------------------- |
| 1979 | ф  |                             | Nightwing                     | Дюран                |
| 1980 | ф  | Корабель смерті             | Death Ship                    | Нік                  |
| 1982 | ф  | Золота жила                 | Mother Lode                   | Жан Дюпре            |
| 1984 | ф  | Слова і музика              | Paroles et Musique            | Пітер Маркер         |
| 1986 | ф  | Смертельні казки            | Deadtime Stories              | Сван (segment "Wet") |
| 1992 | ф  | В облозі                    | Under Siege                   | Том Брекер           |
| 1993 | тф | Дикі пальми                 | Wild Palms                    | Туллі Войвуд         |
| 1995 | ф  | В облозі 2: Темна територія | Under Siege 2: Dark Territory | Том Брекер           |
| 1995 | ф  | Захоплення                  | The Takeover                  | Ентоні Вілачі        |
| 1996 | ф  | Вирок часу                  | Past Perfect                  | Стоун                |
| 1998 | в  | Пастка                      | Captured                      | Голден Даунс         |
| 1999 | ф  | Останній підозрюваний       | Question of Privilege         | Стівен Гілі          |
| 2001 | ф  | Долина лавин                | Avalanche Alley               | Скотт                |